# Touit batavicus
Il pappagallino codalilla (Touit batavicus Boddaert, 1783) è un uccello della famiglia degli Psittacidi. Il nome comune è indicatore di come si presenti la specie: taglia attorno ai 14 cm, cappuccio giallo-verde, petto grigio-azzurro, parti ventrali verde chiaro, dorso verde scuro sfumato in violaceo variegato di nero, ali viola-brune con banda gialla, coda viola rosata con parte terminale nera. Non c'è dimorfismo sessuale. Vive nelle foreste decidue e umide, fino ai 1700 metri di quota in Guyana, Venezuela e sull'isola di Trinidad.